# God Gave Rock 'N' Roll to You II
„God Gave Rock 'N' Roll to You II“ je píseň americké rockové skupiny Kiss vydaná na albu Revenge. Píseň napsali Paul Stanley , Gene Simmons , Russ Ballard a Bob Ezrin. Jedná se o píseň skupiny Argent která ji vydala v roce 1973 na albu In Deep. Kiss přepsali text a za názvem označili píseň římskou II. Ačkoli byl vážně nemocný na to, aby mohl hrát na bicí je uváděn na doprovodných vokálech, zpívá opakovanou větu  "...to everyone, he gave a song to be sung"  Pro bubeníka Erica Carra je tato píseň poslední kterou stihl před svou smrtí natočit. Zemřel 24.11.1991 na rakovinu. Píseň se stala v mnoha zemích hitem a skupina ji dodnes hraje na koncertech.

## Sestava
- Paul Stanley – zpěv, rytmická kytara
- Gene Simmons – zpěv, basová kytara
- Bruce Kulick – sólová kytara, basová kytara
- Eric Carr – zpěv
- Eric Singer – zpěv, bicí, perkuse